# Vonnisgerecht
Een vonnisgerecht is in België een rechtbank die nagaat of het feit dat het voorwerp uitmaakt van de vervolging onder de toepassing van de strafwet valt, die nagaat of dit feit bewezen is en ten laste van de vervolgde persoon kan worden gelegd, en die ten aanzien van de betrokkene uitspraak doet.
De bewijsvoering voor het vonnisgerecht is mondeling, tegensprekelijk en openbaar.
Uiteindelijk beslist de rechtbank in een gemotiveerd vonnis of arrest.

## Soorten

### Algemene
- Politierechtbank
- Correctionele rechtbank
- Hof van beroep
- Hof van assisen
- Hof van Cassatie

### Bijzondere
- Jeugdrechtbank

Nationaal recht